# Filip (sàtrapa de l'Índia)
Filip (en llatí Philippus, en grec antic Φίλιππος), fill de Macates, fou un oficial macedoni al servei d'Alexandre el Gran.
Va ser nomenat pel rei el 327 aC sàtrapa de l'Índia, que incloïa les províncies a l'oest del riu Hidaspes, segons diu Flavi Arrià. Quan els mal·lis (malli) i els oxidracs (oxydracae), pobles del Panjab, van ser dominats, va afegir el seu territori a la satrapia.
Quan Alexandre va sortir del país, Filip va ser assassinat en una conspiració de les tropes mercenàries que estaven al servei del mateix sàtrapa.
Era de la casa reial d'Elimiotis i es pensa que podria haver estat el pare d'Antígon el Borni.